# Schisandra elongata
Schisandra elongata är en tvåhjärtbladig växtart som först beskrevs av Carl Ludwig von Blume, och fick sitt nu gällande namn av Henri Ernest Baillon. Schisandra elongata ingår i släktet Schisandra och familjen Schisandraceae. Inga underarter finns listade.